# Magic Valongo
 (septembre 2021).
Le contenu est difficilement compréhensible vu les erreurs de traduction, qui sont peut-être dues à l'utilisation d'un logiciel de traduction automatique.
Le Magic Valongo est un festival international de l'illusionnisme, qui se déroule au Portugal (Valongo).
Il a souvent été le théâtre de performances, en qualité d'invités, plusieurs champions du monde dans différentes formes de magie et, en outre, a été présenté comme un élément important de la diffusion de la magie, magiciens et de la congrégation ibérique comme un lieu privilégié de découverte, lancer et promouvoir de nouveaux talents. Organisé chaque année en septembre et comprend divers aspects, y compris les concours, des galas avec des invités, conférences, spectacle de magie, spectacles de rue.
Il est organisé pars le institution FISM MagicValongo, avec le soutien de la municipalité de Valongo par une commission expérimentés et qualifiés dirigé par António Cardinal et aussi composé de Fernando Castro, Salazar Ribeiro et Manuel Alves comptage est toujours un ensemble de plusieurs employés. Les membres du comité organisateur ont consacré des décennies à l'art de l'illusion, comme les magiciens, mais aussi dans les qualités des enseignants, de responsables associatifs dans la magie, les membres des conseils et des auteurs spécialisés. Certains membres ont déjà été associé à des organisations comme MagicPorto, Festival de Saint Jean Bosco et le Festival International de Figueira da Foz.
En plus d'être l'événement le plus ancien dans le pays magique, se présente comme l'événement de référence au Portugal, et a de plus en plus assumé un rôle majeur dans le fond international de magie d'éloges sur plusieurs publications de l'industrie et des blogs.
Le Magic Valongo s'est appuyé notamment sur les avoirs de qualités magiques des conférenciers invités et les concurrents de l'Espagne, États-Unis, Chine, France, Argentine, Allemagne, Macao, Pays-Bas, le Brésil, la Suède, le Japon, le Timor oriental, en Belgique, parmi beaucoup d'autres. Ils ont également participé dans les cabines annuelle spectacle de magie qui représente des dizaines de maisons de différents lieux magiques en Europe, en Asie et les Amériques. Il y a aussi la part habituelle des associations étrangères accréditées par FISM, et incluant également la participation officielle de plusieurs hauts dirigeants de cette fédération mondiale de la magie.
Dans le bulletin officiel - qui fournit le lien ci-dessous - la FISM (Fédération internationale des Sociétés de Magic), novembre 2005, a été symboliquement MagicValongo considérée comme «a wonderfull small scale convention».
Il s'agit d'un événement avec une vie proche de deux décennies a été menée en continu depuis 1992 et a bénéficié chaque année d'environ deux cents participants, qui, comme déjà vu, proviennent d'une multitude de pays à partir de presque tous les continents.
Plusieurs de ceux qui ont été accordées à leurs concurrents sont venus plus tard à l'honneur avec des titres et les descriptions importantes, par exemple, les champions du monde FISM (Helder), ou vice-champion (David Sousa) ou champions nationaux, par exemple de l'Espagne (Rubiales).
Le MagicValongo a lieu dans la ville de Valongo, et plusieurs de ses paroisses Ermesinde particulier, qui se trouve quelques-uns (et abordable) kilomètres du port et à quelques kilomètres de l'aéroport et accessibles au niveau international.
Le 17, 18 et 19 septembre 2010, tenue de la 19e édition de cet événement de prestige international. Une fois de plus avec un champion du monde dédié, Soma. Et encore une fois avec beaucoup de succès.
En Septembre Valongo a plus de magie!